# Nasi (Titel)
Nasi (נָשִׂיא) ist ein hebräischer Titel, der im Lauf der Jahrhunderte eine Bedeutungsentwicklung durchlief. 

## Als Begriff in der Thora und Qumran-Literatur
Er bezeichnet in der Tora die Stammesfürsten Israels während der Wüstenwanderung (2 Mos 35,27 ). Im Buch Ezechiel kommt der Titel in eschatologisch-messianischem Zusammenhang vor, der nasi ist der endzeitliche König (Ez 37,24–25 ). Das zur Qumran-Literatur gehörige Dokument „Segenssprüche des Unterweisers“ (1 QSb) enthält einen Segen über den nasi der Gemeinde, der an Jes 11,2–5  anklingt.

## In der antiken Geschichte Israels
Der Rebellenführer Simon Bar-Kochba bezeichnete sich zwar nicht selbst als Messias, führte aber den Titel eines „nasi von ganz Israel“. Er ist damit nicht nur Militärführer, sondern „Herold der politischen, religiösen und sozialen Restitution Israels. Dies impliziert auch, dass Bar Kochba Anspruch auf den Besitz des Landes erhebt.“ Das im Bar-Kochba-Aufstand eroberte Territorium betrachtete er als sein Kronland, das er verpachtete.
Nach der Niederschlagung des Aufstands war der nasi das von den Römern anerkannte Oberhaupt des jüdischen Volkes in der römischen Provinz Syria Palaestina. Unter Jehuda ha-Nasi erreichte dieses Amt den Höhepunkt seiner Bedeutung, er regierte ähnlich wie ein König. Einer zu seiner Zeit geprägten Legende nach war der Patriarch ein Nachkomme Hillels und stammte aus dem Haus Davids. Über die weitere Entwicklung des Patriarchenamtes ist wenig bekannt; es taucht noch verschiedentlich in römischer Gesetzgebung auf und ging Anfang des 5. Jahrhunderts unter.

## In der modernen Geschichte
Das Staatsoberhaupt des modernen Staates Israel trägt die hebräischen Amtsbezeichnung נָשִׂיא מְדִינַת יִשְׂרָאֵל Nasi Medinat Jisraʾel ‚Präsident des Staates Israel‘ oder נָשִׂיא הַמְדִינָה Nasi haMedina ‚Staatspräsident‘.